# Kuala Muda Naza FC
El Kuala Muda Naza FC (en malayo: Kelab Bola Sepak Kuala Muda Naza) es un equipo de fútbol de Malasia que juega en la Liga Estatal KFA, una de las ligas regionales que conforman la cuarta división de fútbol del país.

## Historia
Fue fundado en el año 2004 en la ciudad de Kuala Muda del estado de Kedah como el equipo representante de la Naza Group of Companies, conglomerado local dedicado a la industria automotriz, hotelería y comidas rápidas en Malasia jugando en la Liga Premier de Malasia.
En 2008 es campeón de la segunda división malaya y logra el ascenso a la Superliga de Malasia, donde en su primera temporada en primera división terminó en noveno lugar.
En 2010 el club abandona la liga por decisión de su junta directiva, desapareciendo posteriormente aduciendo problemas financieros. El club es refundado en 2014 como equipo aficionado con el objetivo de retornar a la Superliga de Malasia.

## Palmarés
- Liga Premier de Malasia: 1

2008